# اچ‌ام‌اس تاندرر (۱۸۳۱)
اچ‌ام‌اس تاندرر (۱۸۳۱) (به انگلیسی: HMS Thunderer (1831)) یک کشتی بود که طول آن ۱۹۳ فوت ۱۰ اینچ (۵۹٫۰۸ متر) بود. این کشتی در سال ۱۸۳۱ ساخته شد.